# William Bendix
William Bendix (New York, 14 gennaio 1906 – Los Angeles, 14 dicembre 1964) è stato un attore statunitense.

## Biografia
Unico figlio di Oscar Bendix, di ascendenza tedesca e dell'inglese Hilda Carnell, William Bendix crebbe a New York e in gioventù si dedicò allo sport, eccellendo in particolare nel football americano e nel baseball. In qualità di maestro di cerimonie in club e cabaret della città, intraprese le prime esperienze di recitazione, prima per hobby poi a tempo pieno quando, a seguito della grande crisi del 1929, non riuscì più a proseguire l'attività commerciale del suo magazzino all'ingrosso di generi di drogheria.
Bendix iniziò a recitare professionalmente in teatro nella seconda metà degli anni trenta con il New Jersey Federal Theatre Project. Dopo aver firmato un contratto con la MGM, debuttò nel cinema nel 1942 con il ruolo di "Pinkie" Peters nella commedia La donna del giorno, accanto a Spencer Tracy e Katharine Hepburn.
Il suo fisico massiccio e i lineamenti irregolari lo destinarono a ruoli prevalentemente di supporto, in cui l'attore sfruttò la propria voce stridula e il proprio marcato accento di Brooklyn in ruoli da "duro" nei più svariati generi cinematografici, dalle commedie brillanti come Domani sarò tua (1943) e La corte di Re Artù (1949), in cui interpretò il ruolo di Sir Sagramore accanto a Bing Crosby, a pellicole belliche quali L'isola della gloria (1942) di John Farrow (che gli valse una candidatura all'Oscar al miglior attore non protagonista), Guadalcanal (1943) e I prigionieri dell'oceano (1944) di Alfred Hitchcock. Il ruolo del rude marine venne riproposto dall'attore anche in commedie come In giro con due americani (1944) e Una ragazza in ogni porto (1952), in cui fece coppia con Groucho Marx.
Bendix fu anche un eccellente interprete di film noir, prestando la sua maschera inquieta e sofferta in alcune pellicole del genere, tra le quali La chiave di vetro (1942) e La dalia azzurra (1946), entrambe accanto ad Alan Ladd e Veronica Lake, Il grattacielo tragico (1946), con Lucille Ball e Clifton Webb e L'avventuriero di Macao (1952) accanto a Robert Mitchum e Jane Russell.
In una delle sue rare apparizioni da protagonista, interpretò il leggendario giocatore di baseball Babe Ruth nel film L'ultima sfida (1948) e, nello stesso anno, apparve nel drammatico I giorni della vita, tratto dalla omonima pièce di William Saroyan, che interpretò anche nella versione teatrale.
Dal 1944 al 1951 fu inoltre l'apprezzato protagonista della serie radiofonica The Life of Riley, ma non partecipò all'adattamento televisivo del programma, cosicché il ruolo di protagonista fu inizialmente affidato all'attore Jackie Gleason, ma la serie ebbe breve durata. Bendix poté riprendere il ruolo del burbero Chester A. Riley dal 1953 e continuò a interpretarlo in televisione fino al 1958.
Tra gli altri suoi impegni televisivi è da ricordare The Time Element (1958), episodio della serie antologica Westinghouse Desilu Playhouse, in cui interpretò Peter Jenson, un uomo che compie un viaggio a ritroso nel tempo nella Honolulu del 1941, nel tentativo di impedire l'attacco giapponese alla base militare americana di Pearl Harbor.

## Vita privata
Sposato dal 1927 con Theresa Stefanotti, dalla quale ebbe due figlie, Lorraine e Stephanie, Bendix morì per una polmonite nel 1964, all'età di 58 anni. È sepolto nel San Fernando Mission Cemetery di Los Angeles.

## Riconoscimenti
Per il suo contributo all'industria radiofonica a televisiva, gli vennero assegnate due stelle sulla Hollywood Walk of Fame, rispettivamente al 1638 di Vine Street e al 6251 di Hollywood Blvd.
Premi Oscar 1943 – Candidatura all'Oscar al miglior attore non protagonista per L'isola della gloria

## Filmografia

### Cinema
- Strada maestra (They Drive by Night), regia di Raoul Walsh (1940) (non accreditato)
- La donna del giorno (Woman of the Year), regia di George Stevens (1942)
- Brooklyn Orchid, regia di Kurt Neumann (1942)
- L'isola della gloria (Wake Island), regia di John Farrow (1942)
- La chiave di vetro (The Glass Key), regia di Stuart Heisler (1942)
- Gianni e Pinotto detectives (Who Done It?), regia di Erle C. Kenton (1942)
- Signorine, non guardate i marinai (Star Spangled Rhythm) di George Marshall e A. Edward Sutherland (1942)
- The McGuerins from Brooklyn, regia di Kurt Neumann (1942)
- Domani sarò tua (The Crystal Ball), regia di Elliott Nugent (1943)
- Taxi, Mister, regia di Kurt Neumann (1943)
- Cina (China), regia di John Farrow (1943)
- Hostages, regia di Frank Tuttle (1943)
- Guadalcanal (Guadalcanal Diary), regia di Lewis Seiler (1943)
- Prigionieri dell'oceano (Lifeboat), regia di Alfred Hitchcock (1944)
- Skirmish on the Home Front – cortometraggio di propaganda, regia di Charles Brackett (1944)
- Il diavolo nero (The Hairy Ape), regia di Alfred Santell (1944)
- In giro con due americani (Abroad with Two Yanks), regia di Allan Dwan (1944)
- Samba d'amore (Greenwich Village), regia di Walter Lang (1944)
- Tutti pazzi (It's in the Bag!), regia di Richard Wallace (1945)
- Don Juan Quilligan, regia di Frank Tuttle (1945)
- Una campana per Adano (A Bell for Adano), regia di Henry King (1945)
- Non dirmi addio (Sentimental Journey), regia di Walter Lang (1946)
- I forzati del mare (Two Years Before the Mast), regia di John Farrow (1946)
- Il grattacielo tragico (The Dark Corner), regia di Henry Hathaway (1946)
- La dalia azzurra (The Blue Dahlia), regia di George Marshall (1946)
- Frac e cravatta bianca (White Tie and Tails), regia di Charles Barton (1946)
- Brivido d'amore (I'll Be Yours), regia di William A. Seiter (1947)
- Calcutta, regia di John Farrow (1947)
- Bagliore a mezzogiorno (Blaze of Noon), regia di John Farrow (1947)
- Passione che uccide (The Web), regia di Michael Gordon (1947)
- La congiura di Barovia (Where There's Life), regia di Sidney Lanfield (1947)
- Rivista di stelle (Variety Girl), regia di George Marshall (1947)
- I giorni della vita (The Time of Your Life), regia di H.C. Potter (1948)
- Labbra avvelenate (Race Street), regia di Edwin L. Marin (1948)
- L'ultima sfida (The Babe Ruth Story), regia di Roy Del Ruth (1948)
- Cover Up, regia di Alfred E. Green (1949)
- La corte di Re Artù (A Connecticut Yankee in King Arthur's Court), regia di Tay Garnett (1949)
- The Life of Riley, regia di Irving Brecher (1949)
- I cavalieri dell'onore (Streets of Laredo), regia di Leslie Fenton (1949)
- Il tesoro di Vera Cruz (The Big Steal), regia di Don Siegel (1949)
- I corsari della strada (Thieves' Highway), regia di Jules Dassin (1949) (non accreditato)
- Prigioniero del male (Johnny Holiday), regia di Willis Goldbeck (1949)
- Kill the Umpire, regia di Lloyd Bacon (1950)
- I ragni della metropoli (Gambling House), regia di Ted Tetzlaff (1950)
- Pietà per i giusti (Detective Story), regia di William Wyler (1951)
- Squali d'acciaio (Submarine Command), regia di John Farrow (1951)
- Una ragazza in ogni porto (A Girl in Every Port), regia di Chester Erskine (1952)
- L'avventuriero di Macao (Macao), regia di Josef Von Sternberg (1952)
- Il pirata Barbanera (Blachbeard, the Pirate), regia di Raoul Walsh (1952)
- Agente federale X3 (Dangerous Mission), regia di Louis King (1954)
- I sanguinari (Crashout), regia di Lewis R. Foster (1955)
- Posto di combattimento (Battle Stations), regia di Lewis Seiler (1956)
- Acque profonde (The Deep Six), regia di Rudolph Maté (1958)
- Il ruvido e il liscio (The Rough and the Smooth), regia di Robert Siodmak (1959)
- Idol on Parade, regia di John Gilling (1959)
- Johnny Nobody, regia di Nigel Patrick (1961)
- Venere in pigiama (Boys' Night Out), regia di Michael Gordon (1962)
- Per soldi o per amore (For Love or Money), regia di Michael Gordon (1963)
- I giovani eroi (The Young and the Brave), regia di Francis D. Lyon (1963)
- La legge dei fuorilegge (Law of the Lawless), regia di William F. Claxton (1964)
- I lupi del Texas (Young Fury), regia di Christian Nyby (1965)

### Televisione
- Four Star Revue – serie TV, episodio 2x23 (1952)
- Lights Out – serie TV, episodio 4x56 (1952)
- Hollywood Opening Night – serie TV, episodio 2x01 (1952)
- Fireside Theatre – serie TV, episodi 7x19-7x23 (1955)
- Lux Video Theatre – serie TV, episodi 4x31-6x14 (1954-1955)
- The Philco Television Playhouse – serie TV, episodio 8x12 (1956)
- Goodyear Television Playhouse – serie TV, episodio 5x08 (1956)
- The Ford Television Theatre – serie TV, episodi 3x03-4x39 (1954-1956)
- Screen Directors Playhouse – serie TV, episodio 1x35 (1956)
- Robert Montgomery Presents – serie TV, episodio 8x11 (1956)
- The 20th Century-Fox Hour – serie TV, episodio 2x18 (1957)
- Jane Wyman Presents the Fireside Theatre – serie TV, episodio 3x17 (1958)
- The Life of Riley – serie TV, 217 episodi (1953-1958)
- Decision – serie TV, episodio 1x10 (1958)
- Carovane verso il West (Wagon Train) – serie TV, episodio 2x01 (1958)
- Westinghouse Desilu Playhouse – serie TV, episodio 1x06 (1958)
- Playhouse 90 – serie TV, episodio 3x17 (1959)
- Schlitz Playhouse of Stars – serie TV, episodi 5x40-8x13 (1956-1959)
- Avventure lungo il fiume (Riverboat) – serie TV, episodio 1x02 (1959)
- Gli intoccabili (The Untouchables) – serie TV, episodio 1x09 (1959)
- Overland Trail – serie TV, 17 episodi (1960)
- Mister Ed, il mulo parlante (Mister Ed) – serie TV, episodio 1x25 (1961)
- General Electric Theater – serie TV, episodio 10x11 (1961)
- Follow the Sun – serie TV, episodio 1x20 (1962)
- The Dick Powell Show – serie TV, episodi 1x25-2x30 (1962-1963)
- La legge di Burke (Burke's Law) – serie TV, episodi 1x01-2x03 (1963-1964)
- Vacation Playhouse – serie TV, episodio 2x12 (1964)

## Doppiatori italiani
Nelle versioni in italiano dei suoi film, William Bendix è stato doppiato da: 
- Carlo Romano in L'isola della gloria, La chiave di vetro, Prigionieri dell'oceano, Una campana per Adano, La dalia azzurra, Brivido d'amore, Bagliore a mezzogiorno, Rivista di stelle, La corte di re Artù, I cavalieri dell'onore, Pietà per i giusti, Squali d'acciaio, Acque profonde, Venere in pigiama, Per soldi o per amore
- Giorgio Capecchi in Gianni e Pinotto detectives, I forzati del mare, Labbra avvelenate, L'avventuriero di Macao, Agente federale X3
- Luigi Pavese in Signorine, non guardate i marinai
- Gaetano Verna in Tutti pazzi
- Paolo Stoppa in Il grattacielo tragico
- Camillo Pilotto in Frac e cravatta bianca
- Mario Besesti in Calcutta
- Arnoldo Foà in Il tesoro di Vera Cruz
- Franco Zucca in La chiave di vetro (ridoppiaggio)